# 針刺長小蠹
針刺長小蠹（学名：Diapus quinquespinatus）为長小蠹蟲科刺長小蠹屬下的一个种。